# 피나 (영화)
피나(Pina)는 2011년 개봉한 독일의 3D 영화이다. 2009년에 사망한 독일의 안무가 피나 바우쉬를 다룬 다큐멘터리 영화이며, 빔 벤더스가 감독하였다. 제 61회 베를린 국제 영화제에서 프리미어 상영되었다. 제 84회 아카데미 시상식에서 외국어 영화 부문에서 독일 대표 작품으로 출품하였으나 노미네이트되었으며, 장편 다큐멘터리 영화상도 마찬가지로 노미네이트되었다.
부퍼탈 슈베베반 등 부퍼탈의 여러 명소를 배경으로 한 것이 특징이다.

## 출연

### 주연
- 피나 바우쉬
- 부퍼탈 무용단원들

### 조연
- 말루 에이로도
- 메크틸드 그로스먼
- 김나영

## 기타
- 공동제작: 크리스 볼즈리
- 공동제작: 클로드 오자르
- 라인프로듀서: 헬렌 올리브